# Bao (đơn vị)
Bao (viết tắt: sck.) là một đơn vị trọng lượng hoặc khối lượng tiếng Anh được sử dụng cho than và len. Nó cũng đã được sử dụng cho các mặt hàng khác theo trọng lượng, hàng hóa theo khối lượng và cho cả trọng lượng và khối lượng tại Hoa Kỳ.

## Than
Bao than đã được tiêu chuẩn hóa bằng một hundredweight quốc gia tương đương 112 pound theo hệ thống cân đo Anh Mỹ (khoảng 51 kg).

### Bao lớn
Bao lớn là một đơn vị trọng lượng của Anh cho than. Nó được giới thiệu bởi Đạo luật Thương mại Than của London, Westminster và Home Counties năm 1831 (2 Will 4 c lxxvi), trong đó yêu cầu than phải được bán theo trọng lượng chứ không phải khối lượng.
Hải quân Hoàng gia Anh đã sử dụng các bao tải lớn chứa hai hundredweight để đốt than các tàu của mình. Những bao tải này được làm bằng đay gắn với dây Manila. Chúng đã được lấp đầy trong tổ chức của một thợ mỏ than sử dụng một muỗng và sau đó là một dây cáp được chạy qua hai vòng sắt ở miệng bao để đóng và kéo lên trên để các tàu chiến, mười hai bao tải cùng một lúc. Một chiếc xe tải bao tải sau đó sẽ được sử dụng để đưa từng bao tải vào máng của hầm chứa than của tàu chiến nơi chúng sẽ được dọn sạch. Những bao tải này to và nặng, nặng ít nhất mười sáu pound khi trống rỗng, và bằng 11 shilling và sixpence trước Thế chiến thứ nhất.

#### Định nghĩa
Các bao lớn được xác định là 224 pounds.

#### Chuyển đổi
1 bao lớn = 2 bao tải, tương đương với 2 cwt, 224 lb, hoặc khoảng 102 kg